# Калнік
Калнік (рум. Calnic) — село у повіті Ковасна в Румунії. Входить до складу комуни Валя-Крішулуй.
Село розташоване на відстані 167 км на північ від Бухареста, 7 км на північ від Сфинту-Георге, 33 км на північний схід від Брашова.

## Населення
За даними перепису населення 2002 року у селі проживали 516 осіб.
Національний склад населення села:
| Національність | Кількість осіб | Відсоток |
| -------------- | -------------- | -------- |
| угорці         | 504            | 97,7%    |
| румуни         | 12             | 2,3%     |

Рідною мовою назвали:
| Мова      | Кількість осіб | Відсоток |
| --------- | -------------- | -------- |
| угорська  | 505            | 97,9%    |
| румунська | 11             | 2,1%     |